# جبهه ملی ایران (سوم)
جبهه ملی سوم به دوره‌ای از فعالیت جبهه ملی ایران اشاره دارد که پس از استعفای اعضای شورای مرکزی جبهه ملی در اوایل ۱۳۴۴ و تا اواسط ۱۳۴۴ ادامه یافت.

## پیشینه
پس از کنگره سال ۱۳۴۱ جبهه ملی و انتخاب اعضای شورا و با توجه به بسته شدن فضای سیاسی و مشکلات پیش آمده درون سازمان‌ها و جناح‌بندی‌های حاصل از عدم حضور نهضت آزادی و گروه خلیل ملکی و با توجه به زندانی شدن رهبران و مسئولان و فعالان رده‌های اول و دوم، جبهه ملی بسیار ضعیف شده و قادر به تجدید سازماندهی ساختار خود نگردید. از سوی دیگر اعضایی که موفق نشدند در انتخابات کنگره به شورای مرکزی راه یابند، با نامه نگاری به دکتر مصدق نسبت به اتفاقات جبهه ملی ابراز تاسف کرده و موارد و نظرات مخالف خود را به اطلاع او رساندن. سیر این موارد و اخبار انتقال یافته به مصدق به گونه ای بود که لذا از اوایل سال ۱۳۴۳، مبادله نامه‌هایی میان دکتر مصدق و رهبران جبهه ملی بر سر ساختار تشکیلاتی جبهه به بروز اختلاف بین اعضای شورا و جبهه ملی دوم به رهبری الله یار صالح و حسیبی با مصدق گردید. سرانجام درجلسه‌ای در منزل ادیب برومند تمامی اعضای شورای مرکزی بجز مهندس حسیبی و ادیب برومند از سمت‌های خود استعفا دادند و سیاست صبر و انتظار از سوی الله‌یار صالح به صورت رسمی سیاست جبهه ملی اعلام گردید.

## تشکیل جبهه ملی سوم
پس از آن دکتر مصدق به عنوان رهبر جبهه ملی باقر کاظمی را مسئول تشکیل جبهه ملی سوم کرد. برای همین منظور اساسنامه ای بر اساس نظرات دکتر مصدق و به منظور حزبی سازی جبهه ملی و حضور احزاب در آن  و بر پایه اساسنامه نخستین دوره جبهه ملی تنظیم شد که در آن این اصل برای  فعالیتهای جبه هایی دیده شد که: جبهه ملی ایران اجتماع کلیه احزاب و جمعیت‌ها و دستجاتی است که هدفی جز استقلال و آزادی ایران ندارند. به این صورت جبهه ملی سوم تنها با حضور احزاب ایجاد و شروع به فعالیت کرد.
در برنامه جبهه ملی سوم چهار اصل اساسی دیده می‌شد:
- مبارزه در راه احیای حقوق و آزادی‌های فردی و اجتماعی در ایران بر طبق قانون اساسی و اعلامیه حقوق بشر
- استقرار حکومت ملی ناشی از انتخابات عمومی و آزاد
- حمایت از منافع ملی در برابر هرگونه تجاوز به مصالح مردم ایران
- دوستی با همه ملل جهان و پشتیبانی از مبارزات ملل آسیایی و آفریقایی و مبارزه با هرگونه سیاست استعماری

با توجه به این اساسنامه در هفتم مرداد ماه ۱۳۴۴ جبهه ملی سوم با حضور نهضت آزادی ایران، جامعه سوسیالیستها، حزب ملت ایران و حزب مردم ایران تشکیل شد که ریاست آن با کاظمی بود.
اما عمر جبهه ملی سوم چندان طولانی نشد و تنها در ظرف چند هفته با دستگیری داریوش فروهر و خلیل ملکی (رهبران حزب ملت ایران و جامعه سوسیالیست‌ها) و اعضای نهضت آزادی فعالیت‌هایش به پایان رسید. در پایان سومین هفته از تأسیس این سازمان با هجوم نیروهای امنیتی و سامی و راضی نیز از حزب مردم ایران دستگیر و روانه زندان شدند. به این ترتیب دیگر امکان فعالیت‌های جبهه ملی سوم میسر نشده و جبهه ملی سوم تعطیل شد.

## فعالیت‌های اعضای جبهه ملی
پس از این ماجرا و عدم امکان فعالیت در سپر سیاسی ملّیون به رهبری برومند و سنجابی، فروهر و بازرگان و سحابی و راضی به منظور داشتن حداقل هماهنگی جلساتی را به ظاهر برای صرف نهار یا شام در رستوران‌ها برگزار می‌کردند که نزدیک به ۵۰ نفر از افراد مؤثر سیاسی در آن حضور پیدا می‌نمودند. این جلسات در حقیقت متصل‌کننده جبهه ملی دوم و سوم به جبهه ملی چهارم در زمان انقلاب بود.